# Ямаска (річка)
Річка Ямаска́ (фр. Yamaska) — південний приток річки Святого Лаврентія, назва якого на мові абенаки «Уабмаска» значить «тростинні зарості» або «місце, де росте тростина», що характеризує його гирло — болото бухти Лавальєр. Вона берет свій початок у Аппалачах і впадає у річку Святого Лаврентія нижче Сореля-Трасі. Площа її водозбірного басейну становить 4784 км², а на його території у 1997 проживало 230 800 чоловік.
Інтенсивна обробка землі берегів Ямаски і її приток перетворили її у одну з найбрудніших річок у Квебеку.
| Канада | Це незавершена стаття з географії Канади. Ви можете допомогти проєкту, виправивши або дописавши її. |

| Річка | Це незавершена стаття про річку. Ви можете допомогти проєкту, виправивши або дописавши її. |